# Municipio de Santa Catarina (San Luis Potosí)
El Municipio de Santa Catarina es uno de los 59 municipios que conforma el estado mexicano de San Luis Potosí y se encuentra localizado en la zona de la Región Media, está habitado principalmente por indígenas de la etnia pame.

## Geografía
Santa Catarina se encuentra localizado en la zona sureste del territorio de San Luis Potosí, en la Huasteca y los límites con el estado de Querétaro, sus límites territoriales son al norte con el municipio de Tamasopo y al oeste con el municipio de Lagunillas, al este y al sur liita con Querétaro, siendo los municipios limítrofes son al este Jalpan de Serra y al sur Arroyo Seco; tiene una extensión territorial total de 620.25 kilómetros cuadrados que representan el 1.02% del total de la extensión de San Luis Potosí.

### Orografía e hidrografía
El municipio es eminentemente montañoso y accidentado, siendo cruzado por la prolongación de la Sierra Gorda que proviene de Querétaro, los puntos más elevados se encuentra en el norte del territorio donde la Sierra Amapola alcanza altitudes entre los 900 y los 1,000 metros sobre el nivel del mar.
En Santa Catarina se encuentra dos de los principales ríos de San Luis Potosí, el río Verde y el río Santa María; el río Verde se localiza en el norte del municipio y proviene del vecino municipio de Lagunillas, tiene un sentido oeste-este y forma el límite municipal con Tamasopo, por su parte el río Santa María se encuentra el sur y suroeste del territorio y marca la frontera estatal con Querétaro, ambos ríos e unen el noroeste del municipio y forman una sola corriente que conserva el nombre de Santa María; además existen numerosos arroyos y corrientes menores que descienden desde las montañas hacia estos dos ríos. Santa Catarina se encuentra totalmente dentro de la Cuenca del río Tamuín y de la Región hidrológica Pánuco.

### Clima y ecosistemas
El clima del municipio de Santa Catarina se encuentra clasificado en dos zonas, una franja central tiene clima Cálido subhúmedo con lluvias en verano, mientras que los extremos norte y sur del territorio municipal registran clima Semicálido subhúmedo con lluvias en verano; la temperatura media anual de la mitad norte del municipio se encuentra en un rango de 22 a 24 °C, mientras que la mitad sur tiene un promedio de 20 a 22 °C;
Todo el territorio excepto su extremo más al suroeste esta cubierta por selva, esta es considerada como selva baja caducifolia espinosa y mediana subperennifolia, destacan especies como el ébano, chijol y cerol. Las principales especies animales que se encuentra en el municipio son coyote, gato montés, tlacuache, tejón, así como gran variedad de reptiles y aves.

## Demografía
De acuerdo a los resultados del Conteo de Población y Vivienda de 2005 realizado por el Instituto Nacional de Estadística y Geografía, la población total del municipio de Santa Catarina ascienda a 10,910 personas, siendo estas 5,307 hombres y 5,603 mujeres; teniendo por tanto un índice de población masculina del 48.6%, el 42.5% de los habitantes tienen menos de 15 años de edad y el 50.1% se encuentran entre los 64 y los 15 años, la población es totalmente rural y sumamente dispersa al no encontrarse en el municipio ninguna localidad que supere los 2,500 habitantes, así mismo, el 57.2% de la población mayor de 5 años de edad es hablante de alguna lengua indígena. La tasa de crecimiento anual de la población entre 2000 y 2005 fue el 0.1%.
| Evolución demográfica del municipio de Santa Catarina |        |        |        |        |
|                                                       |        |        |        |        |
| Año                                                   | 1990   | 1995   | 2000   | 2005   |
| Población                                             | 10,066 | 10,642 | 10,830 | 10,910 |

### Grupos étnicos
Un total de 5,353 personas del municipio de Santa Catarina son hablante de alguna lengua indígenas, de ellas 2,614 son hombres y 2,739 mujeres, 3,611 son bilingües al español y 1,673 solo hablan la lengua indígena, mientras que 69 personas no especificaron esta condición. La lengua indígena más hablada es el pame, con un total de 5,259 hablantes, el siguiente idioma, con 55 hablantes es el huasteco, también se encuentra hablantes de chichimeca jonaz, náhuatl y otomí.
Santa Catarina es la principal concentración de la etnia pame en San Luis Potosí, aunque también existen centros poblacionales pames en los municipios de Ciudad del Maíz, Tamasopo y Rayón, así con en el Querétaro de Arroyo Seco; los pames se denominan a sí mismos con el nombre de Xi úi que significa literalmente "indígena", como en otros muchos casos, el término "pame" tiene para ellos un sentido peyorativo y por tanto tienden a evitar su uso. En el municipio se encuentra una de las principales comunidades pames que es Santa María Acapulco.

### Localidades
Las localidades de Santa Catarina son numerosas, siendo un total de 91, pero de muy baja concentración poblacional dando como resultado una alta dispersión de su población. Las principales localidades y sus habitantes en 2005 son los siguientes:
| Localidad                | Población |
| Total Municipio          | 10,910    |
| San Diego (Pueblo Viejo) | 676       |
| El Puente                | 629       |
| Santa María Acapulco     | 588       |
| Tanlacut                 | 562       |
| Tanlu                    | 488       |
| La Parada                | 482       |
| Santa Catarina           | 159       |

## Política
El gobierno del municipio de Santa Catarina es ejercido por el ayuntamiento que a su vez está integrado por el presidente municipal, un síndico y por el cabildo ingrado por 6 regidores de los cuales uno es electo por mayoría y cinco lo son por representación proporcional. El Ayuntamiento es electo para un periodo de tres años no reelegibles para el periodo inmediato pero si alternadamente y dura en su encargo tres años, iniciando a ejercer su cargo el día 1 de enero del año siguiente a su elección.

### Representación legislativa
Para la elección de diputados locales al Congreso de San Luis Potosí y de diputados federales a la Cámara de Diputados, Santa Catarina se encuentra integrado en los siguientes distritos electorales:
Local:
- XI Distrito Electoral Local de San Luis Potosí con cabecera en Cárdenas.[13]

Federal:
- III Distrito Electoral Federal de San Luis Potosí con cabecera en la ciudad de Rioverde.[14]

### Presidentes municipales
- (1997 - 2000): Tomás Ramos Saldierna
- (2000 - 2003): Julián Pérez Ramos
- (2004 - 2006): Miguel Urías Castillo
- (2006 - 2009): J. Cruz García Cordova
- (2009 - 2012): Liberio Ramos Villazana
- (2012 - 2015): Manuel Paz Andrade
- (2015-2018): J Cruz García Córdova
- (2018-2021) - ERICK VERASTEGUI OLVERA
- (2021-2024) - MARIA DEL AMPARO CHARLES LANDAVERDE